# Mannaggia alla miseria
Mannaggia alla miseria è un film per la televisione del 2010, diretto da Lina Wertmüller.

## Produzione
Il film, prodotto da Ida Di Benedetto per Titania Produzioni, e da Rai Cinema e Rai Fiction, con il contributo dell'Apulia Film Commission, è ispirato al fondatore della banca dei poveri, l'economista premio Nobel Muhammad Yunus. Presentato in concorso alla 63ª edizione del Festival internazionale del cinema di Salerno, il film è andato in onda in prima visione su Rai 1 il 2 giugno 2010, ottenendo una audience di 4.817.000 telespettatori e uno share del 20,39%.

## Trama
Antonio, Chicchino e Marina, trentenni di ingegno, di ritorno dal Bangladesh decidono di realizzare a Napoli il sistema del microcredito ideato in Bangladesh dal banchiere dei poveri Muhammad Yunus, per consentire alla povera gente di intraprendere un'attività in proprio emancipandosi dai disonesti datori di lavoro e ponendosi in conflitto con le regole della camorra. La vicenda si intreccia con gli intrighi amorosi che legano i tre personaggi: sia Antonio che Chicchino sono innamorati di Marina, ma la ragazza non si decide chiaramente tra i due.
Il film si conclude con le immagini di repertorio di Muhammad Yunus che ritira il Premio Nobel per la pace nel 2006.

## Ambientazione
Il film è ambientato a Napoli e girato a Taranto.
I continui spostamenti furono dovuti anche al fatto che, durante la lavorazione del film, nell'autunno del 2008, la troupe fu costretta ad abbandonare Taranto a causa di richieste di pizzo provenienti da delinquenti locali, che spinsero la regista a partire alla volta di Brindisi.. In seguito gli estorsori furono arrestati dalle forze dell'ordine.